# Catley & Ayres
Catley & Ayres war ein Personenkraftwagen-Prototyp.

## Beschreibung
Das Fahrzeug wurde in York in England hergestellt. Als Baujahr ist in drei Quellen 1869 angegeben, in anderen 1868. 1891 wurde über das Fahrzeug berichtet.
Es war ein Dampfwagen mit einem Zweizylinder-Dampfmotor. 2,635 Zoll (66,929 mm) Bohrung und 5,75 Zoll (146,05 mm) Hub ergaben 1028 cm³ Hubraum.
Der Motor war im Heck eingebaut und trieb eines der Hinterräder an. 32 km/h Höchstgeschwindigkeit waren angegeben. Die beiden Wassertanks ermöglichten eine Reichweite von 8 km, während Kohle als Treibstoff für 32 km mitgenommen werden konnte.
Es war ein Dreirad. Das einzelne Vorderrad wurde mit einem Lenkhebel gelenkt.
Die offene Karosserie bot Platz für vier Personen. Eine Abbildung zeigt, dass es zwei Sitzbänke waren, die längs in Fahrtrichtung montiert waren. Als Leergewicht waren je nach Quelle entweder etwa 762 kg oder etwa 965 kg angegeben.